# Panionios GSS
Panionios Atena (greacă:Πανιώνιος Γυμναστικός Σύλλογος Σμύρνης - Panionios Gymnastikos Syllogos Smyrnis) este o echipă de fotbal din Nea Smyrni, Atena, Grecia, fondată în anul 1980. Clubul evoluează în Superliga Greacă, primul eșalon fotbalistic din Grecia.

## Lotul actual de jucători
| Nr. |           | Poziție | Jucător                         |
| --- | --------- | ------- | ------------------------------- |
| 2   | Georgia   | F       | David Kvirkvelia                |
| 4   | Suedia    | F       | Markus Jonsson                  |
| 5   | Cehia     | F       | Martin Latka                    |
| 6   | Nigeria   | M       | Suleiman Omo                    |
| 7   | Danemarca | M       | Kasper Risgård                  |
| 8   | Spania    | A       | Sito Riera                      |
| 10  | Grecia    | A       | Alexandros Kritikos             |
| 11  | Grecia    | A       | Kostas Mitroglou                |
| 12  | Franța    | F       | Cédric Varrault                 |
| 13  | Grecia    | F       | Georgios Galitsios              |
| 14  | Croația   | M       | Davor Kukec                     |
| 16  | Grecia    | M       | Dimitris Kolovos                |
| 20  | Grecia    | M       | Fanouris Goundoulakis (Căpitan) |

| Nr. |                       | Poziție | Jucător                  |
| --- | --------------------- | ------- | ------------------------ |
| 21  | Ghana                 | M       | Bennard Yao Kumordzi     |
| 22  | Grecia                | M       | Andreas Samaris          |
| 23  | Grecia                | M       | Dimitris Siovas          |
| 24  | Grecia                | M       | Dimitrios Anastasopoulos |
| 25  | Grecia                | F       | Giannis Kondoes          |
| 26  | Bosnia și Herțegovina | F       | Edin Cocalić             |
| 27  | Grecia                | M       | Amiri Kurdi              |
| 28  | Algeria               | A       | Mohamed Chalali          |
| 40  | Liberia               | M       | Isaac Pupo               |
| 77  | Austria               | P       | Jürgen Macho             |
| 87  | Grecia                | P       | Leonidas Panagopoulos    |
| 99  | Cehia                 | A       | Vaclav Sverkos           |
| --  | Germania              | P       | Markus Pröll             |

## Jucători notabili
| Grecia - Nikos Anastopoulos - Stelios Aposporis - Stathis Chaitas - Labros Choutos - Jiorgos Dedes - Takis Fyssas - Thanasis Intzoglou - Antonis Manikas - Evangelos Mantzios - Stathis Mavridis - Grigoris Makos - Thomas Mavros - Dimitris Nalitzis - Kostas Nestoridis - Theologis Papadopoulos - Takis Papoulidis - Yiannis Pathiakakis - Nikos Pentzaropoulos - Antonis Sapountzis - Dimitris Saravakos - Thanasis Saravakos - Nikos Spyropoulos - Nikos Tsiantakis - Alexandros Tziolis - Leonidas Vokolos Albania - Arjan Bellaj - Sulejman Demollari - Foto Strakosha - Hamdi Salihi Algeria - Rafik Djebbour Argentina - Dario Fernandez Australia - Travis Dodd Belgia - Stéphane Demol Brazilia - Luciano - Marcelinho Paulista - Marcelo Pletsch | Bulgaria - Teodor Barzov - Krasimir Chomakov - Milen Georgiev Canada - Tamadani Nsaliwa Coasta de Fildeș - Gilles Domoraud Cipru - Simos Krassas - Kyriacos Pavlou Republica Cehă - Jaroslav Drobný - Martin Vaniak - Petr Vlcek England - Marco Gabbiadini Arhivat în 4 mai 2013, la Wayback Machine. - Gary Owen - Mark Robins - Paul Tisdale Franța - Alain Raguel Georgia - Levan Tskitishvili Germania - Michael Delura Ungaria - Norbert Tóth Liberia - Joe Nagbe - Zizi Roberts | Polonia - Adam Majewski România - Marcel Coras - Marian Ivan Sfântul Kitts și Nevis - Keith Gumbs Serbia - Zoran Jovičić - Milinko Pantić - Vladimir Vermezovic Spania - Thomas Christiansen Slovacia - Mario Breska - Miroslav König - Lubomir Meszaros - Thomas Oravec - Attila Pinte Slovenia - Goran Sankovič - Ermin Šiljak Africa de Sud - Dillon Sheppard Turcia - Erol Bulut Uruguay - Juan Martín Parodi Țara Galilor - Gareth Roberts |  |

## Palmares
- Cupa Greciei (2)

1979, 1998
- Finaliști: 1952, 1961, 1967, 1989.
- Cupa Balcanică  (1)

Campioni: 1971 
Finaliști: 1986

## Istoricul antrenorilor
- Bo Johansson (1988-1989)
- Emerich Jenei (1995-1996)
- Jacek Gmoch (1999)
- Martti Kuusela (2000-2002)
- Giorgos Vazakas (2004-2005)
- Dimitrios Barbalias (2005)
- Nikos Pantelis (2005)
- Josef Csaplár (2005)
- Jozef Bubenko (2005-2006)
- Vangelis Vlaxos (2006)
- Ewald Lienen (2006-2008)
- Takis Lemonis (2008)
- Joti Stamatopoulos (2008-2009)
- Emilio Ferrera (2009-)